# ماكالا (لاعب كرة قدم)
كانديدو لويس أوغستين غاردوي مارتين (21 يناير 1921 – 13 مارس 1992)، المعروف باسم ماكالا، كان لاعب كرة قدم إسباني لعب في مركز المهاجم.
خاض ما مجموعه 66 مباراة وسجّل 21 هدفًا في الدوري الإسباني الدرجة الثانية خلال ستة مواسم، مع ريال سرقسطة، نادي إيركوليس وخيمناستيكا. أما في الدوري الإسباني فقد لعب لصالح أثلتيك بلباو، إيركوليس، ريال مدريد، وراسينغ سانتاندير، مسجلًا 177 مباراة و38 هدفًا خلال مسيرة احترافية دامت 15 عامًا.

## النشأة
وُلد في برشلونة. والده، لويس غاردوي (1891–1939)، المعروف بلقب ماكالا، كان لاعب كرة الباسك شهير وُلِد في غرنيكا. قضى لويس عدة سنوات في أمريكا اللاتينية، حيث لعب هذه الرياضة في عدة بلدان مثل كوبا، الولايات المتحدة، المكسيك، والبيرو قبل أن يستقر في برشلونة. وخلال تلك الفترة، شارك في مباراة كرة باسك إلى جانب ريكاردو زامورا، حارس المرمى الدولي الإسباني الشهير. في عام 1917، تزوج من امرأة كتالونية، ومن هذا الزواج وُلِد كانديدو غاردوي في عام 1921، وارثًا لقب والده. وفي عام 1923، عندما كان عمره عامين فقط، انتقل مع عائلته إلى غرنيكا.

## المسيرة
انضم إلى أثلتيك بلباو أواخر عام 1938، حيث شارك في عدة مباريات ضمن بطولة بيسكاي الإقليمية، إلى جانب عدد من اللاعبين الشباب مثل أغوستين غاينثا وخوسيه ماريا إتشيفارّيا. وبسبب تعليق المنافسات الكبرى نتيجة الحرب الأهلية الإسبانية، كان ماكالا جزءًا من فريق يضم لاعبين قليلي الخبرة. في موسم 1939–40 خاض أول مباراة له في الدوري الإسباني بتاريخ 3 ديسمبر 1939، في خسارة بنتيجة 1–3 أمام أتلتيكو مدريد، كعضو كامل في الفريق الأول، مساعدًا في إعادة بناء فريق بلباو بعد الحرب. في موسمه الأول، شارك في تسع مباريات في الدوري الإسباني وثماني مباريات في البطولة الإقليمية.
في عام 1940، انضم إلى إسبانيول، حيث لعب لمدة ثلاثة مواسم، محققًا وقت لعب منتظم أكثر. ثم لعب موسم الدوري الإسباني الدرجة الثانية 1943–44 في الدوري الإسباني الدرجة الثانية مع ريال سرقسطة. وفي موسم الدوري الإسباني الدرجة الثانية 1944–45، وقّع مع نادي إيركوليس، وحقق معهم الصعود إلى الدوري الإسباني في عام 1945. بقي مع النادي الذي يتخذ من أليكانتي مقرًا له موسمين إضافيين، أحدهما في الدرجة الأولى والآخر في الدرجة الثانية.
في موسم 1947–48، وبعد انتقاله من إيركوليس في دوري الدرجة الثانية، وقّع مع ريال مدريد، حيث قضى أربعة مواسم مع المرينغي، وكان الفريق على وشك الهبوط في موسمه الأول. كان ضمن الفريق الذي فاز بكأس إيفا دوارتي ضد فالنسيا، والتي لُعبت عام 1948، وكانت أول وآخر بطولة كبرى يحققها في مسيرته كلاعب محترف. كان ماكالا معروفًا أيضًا كأول لاعب في تاريخ ريال مدريد يرتدي رقمًا رسميًا، وحدث ذلك في ديربي مدريد في نوفمبر 1947.
في عام 1951، انضم إلى راسينغ سانتاندير، حيث لعب لموسمين قبل أن يعتزل في دوري الدرجة الثانية، مختتمًا مسيرته مع خيمناستيكا دي تورّيلافِيغا في موسم 1953–54.
تم استدعاؤه مرة واحدة إلى المنتخب الإسباني، لكنه لم يشارك في أي مباراة. وبعد سنوات، أُطلق على لاعب من نادي هيركوليس يُدعى رافائيل باستور غارسيا لقب ماكاليتا أو ماكاليتا بسبب شبهه الشديد بماكالا.

## الإحصاءات المهنية

### الأندية
| النادي           | الموسم   | الدوري          | الدوري    | الدوري  | الكأس     | الكأس   | أخرى      | أخرى    | الإجمالي  | الإجمالي |
| النادي           | الموسم   | الدرجة          | المشاركات | الأهداف | المشاركات | الأهداف | المشاركات | الأهداف | المشاركات | الأهداف  |
| ---------------- | -------- | --------------- | --------- | ------- | --------- | ------- | --------- | ------- | --------- | -------- |
| أثلتيك بلباو     | 1939     | الدوري الإسباني | —         | —       | 2         | 1       | —         | —       | 2         | 1        |
| أثلتيك بلباو     | 1939–40  | الدوري الإسباني | 9         | 1       | 0         | 0       | —         | —       | 9         | 1        |
| أثلتيك بلباو     | المجموع  | المجموع         | 9         | 1       | 2         | 1       | —         | —       | 11        | 2        |
| إسبانيول         | 1940–41  | الدوري الإسباني | 8         | 0       | 5         | 1       | —         | —       | 13        | 1        |
| إسبانيول         | 1941–42  | الدوري الإسباني | 21        | 9       | 6         | 2       | —         | —       | 27        | 11       |
| إسبانيول         | 1942–43  | الدوري الإسباني | 22        | 5       | 3         | 0       | 1         | 0       | 26        | 5        |
| إسبانيول         | المجموع  | المجموع         | 51        | 14      | 14        | 3       | 1         | 0       | 66        | 17       |
| ريال سرقسطة      | 1943–44  | الدرجة الثانية  | 19        | 4       | 2         | 0       | —         | —       | 21        | 4        |
| هيركوليس         | 1944–45  | الدرجة الثانية  | 18        | 4       | 0         | 0       | —         | —       | 18        | 4        |
| هيركوليس         | 1945–46  | الدوري الإسباني | 25        | 7       | 2         | 0       | —         | —       | 27        | 7        |
| هيركوليس         | 1946–47  | الدرجة الثانية  | 26        | 12      | 2         | 1       | —         | —       | 28        | 13       |
| هيركوليس         | المجموع  | المجموع         | 69        | 23      | 4         | 1       | —         | —       | 73        | 24       |
| ريال مدريد       | 1947–48  | الدوري الإسباني | 11        | 0       | 3         | 1       | 1         | 1       | 15        | 2        |
| ريال مدريد       | 1948–49  | الدوري الإسباني | 23        | 3       | 3         | 1       | —         | —       | 26        | 4        |
| ريال مدريد       | 1949–50  | الدوري الإسباني | 10        | 2       | 5         | 5       | —         | —       | 15        | 7        |
| ريال مدريد       | 1950–51  | الدوري الإسباني | 13        | 5       | 1         | 0       | —         | —       | 14        | 5        |
| ريال مدريد       | المجموع  | المجموع         | 57        | 10      | 12        | 7       | 1         | 1       | 70        | 18       |
| راسينغ سانتاندير | 1951–52  | الدوري الإسباني | 26        | 5       | 0         | 0       | 5         | 1       | 31        | 6        |
| راسينغ سانتاندير | 1952–53  | الدوري الإسباني | 9         | 1       | 2         | 0       | —         | —       | 11        | 1        |
| راسينغ سانتاندير | المجموع  | المجموع         | 35        | 6       | 2         | 0       | 5         | 1       | 42        | 7        |
| خميناستيكا       | 1953–54  | الدرجة الثانية  | 3         | 1       | 0         | 0       | —         | —       | 3         | 1        |
| الإجمالي         | الإجمالي | الإجمالي        | 243       | 59      | 36        | 12      | 7         | 2       | 286       | 73       |

1. 1 2  الظهور في مرحلة الصعود للدوري الإسباني
2. ↑  الظهور في كأس إيفا دوارتي

## الإنجازات
ريال مدريد
- كأس إيفا دوارتي: 1947

## وصلات خارجية
- ماكالا على BDFutbol